# Pseudacidalia albicosta
Pseudacidalia albicosta là một loài bướm đêm trong họ Noctuidae.